# Eulonchopria oaxacana
Eulonchopria oaxacana là một loài Hymenoptera trong họ Colletidae. Loài này được Michener mô tả khoa học năm 1963.